# Albert Rocas
Albert Rocas, španski rokometaš, * 21. junij 1982, Palafrugell.
Leta 2010 je na evropskem rokometnem prvenstvu s špansko reprezentanco osvojil 6. mesto.